# 도응
도응(都膺)은 고려 말기의 충신이다. 본관은 성주(星州). 초명은 유(兪), 자는 자예(子藝), 호는 청송당(靑松堂)이다. 고려 말에 찬성사(贊成事)를 역임했다.
이성계의 죽마지우로서 1392년 조선 건국 후 태조가 옛 정을 생각하여 상장군(上將軍)에 임명하였으나 사퇴하여 받지 않았다. 그 뒤 충청도 홍주(洪州) 노은동(老隱洞)에 은거하면서 다섯 차례의 소명(召命)을 모두 거절하고 끝내 불사이군(不事二君)의 충절을 지켰다. 태조가 그의 곧은 절의(節義)를 찬탄하여 청송당의 호를 내렸다.

## 묘소
도응선생묘일원(都膺先生墓一圓)은 충청남도 예산군 응봉면 지석리에 있다. 1993년 11월 12일 충청남도의 기념물 제90호로 지정되었다.

## 관련 문화재
- 성주 도씨 종중 문서(星州都氏宗中文書) : 조선 태조 때 도응(都膺)에게 발급된 사령왕지(辭令王旨)와 녹패(祿牌). 대한민국 보물 제724호로 지정되었다.